# Wytyczne techniczne G-4.4
Wytyczne techniczne G-4.4 – zbiór zasad technicznych dotyczących wykonywania prac geodezyjnych w Polsce związanych z podziemnym uzbrojeniem terenu, wprowadzony zaleceniem Dyrektora Biura Rozwoju Nauki i Techniki Stanisława Różanka z 1980 w sprawie stosowania wytycznych technicznych "G-4.4 Prace geodezyjne związane z podziemnym uzbrojeniem terenu". Wytyczne stanowią uzupełnienie instrukcji technicznej G-4 będącej do 8 czerwca 2012 standardem technicznym w geodezji.
Wytyczne zostały wprowadzone w celu ujednolicenia sposobu pomiarów i opracowania dokumentacji technicznej w zakresie wykonywanych prac polowych i opracowań kameralnych (w tym opracowania mapy zasadniczej i innych map sytuacyjno-wysokościowych). Ostatnim wydaniem jest wydanie III z 1987 opracowane przez Mariana Sołtysa, Władysława Bakę, Jerzego Gomoliszewskiego, Tadeusza Książka, Antoniego Soszyńskiego oraz Ryszarda Umeckiego zgodnie z zaleceniami Biura Rozwoju Nauki i Techniki Głównego Urzędu Geodezji i Kartografii reprezentowanego przez Edwarda Jarosińskiego i Apoloniusza Szejbę. 
Wytyczne podają zasady wykonywania prac w zakresie:
1. geodezyjnej inwentaryzacji uzbrojenia terenu,
2. ustalania szczegółowej lokalizacji projektowanych przewodów podziemnych,
3. uzgadniania dokumentacji projektowej uzbrojenia terenu,
4. wyznaczania w terenie projektowanych urządzeń uzbrojenia terenu,
5. sprawdzania zgodności posadowienia uzbrojenia terenu z projektem.

oraz ustalają zakres prac geodezyjnych dotyczących elementów uzbrojenia terenu, które stanowią, treść mapy zasadniczej. 
Wytyczne definiują podziemne uzbrojenie terenu jako wyposażenie terenu w urządzenia wodociągowe, kanalizacyjne, cieplne, gazowe, telekomunikacyjne, elektroenergetyczne, specjalnego przeznaczenia wraz z elementami naziemnymi tych urządzeń oraz geodezyjną inwentaryzację uzbrojenia terenu jako zespół
czynności technicznych, na które składają się:
- wykrycie i zlokalizowanie zasypanych przewodów uzbrojenia podziemnego,
- pomiary geodezyjne urządzeń w terenie,
- opracowanie wyników pomiarów i dokumentacji geodezyjnej,
- wprowadzenie wyników inwentaryzacji na mapę zasadniczą oraz na mapę przeglądową uzbrojenia terenu[1].

Ze względu na warunki związane z możliwością dostępu do elementów uzbrojenia terenu, pomiar inwentaryzacyjny może być wykonany metodą:
- bezpośrednią – stosowaną w odniesieniu do naziemnego i podziemnego uzbrojenia terenu po ułożeniu przewodów a przed ich zasypaniem (inwentaryzacja powykonawczą) lub w odkrywkach terenowych
- pośrednią – stosowaną w odniesieniu do przewodów podziemnych zasypanych (zakrytych) z wykorzystaniem aparatury elektronicznej (wykrywaczy)[1].

Geodezyjny pomiar przewodów i urządzeń uzbrojenia terenu wykonuje się zgodnie z instrukcją G-4.